# Marina di Carrara
Marina di Carrara è una località balneare della costa apuana affacciata sul Mar Ligure, frazione del comune di Carrara, nota come località di villeggiatura. La frazione fa parte di un agglomerato urbano intervallato da pinete e parchi, che si estende senza soluzione di continuità tra il mare e il centro di Avenza, dove si trova la stazione ferroviaria di Carrara-Avenza, mentre a ovest si salda alla località ligure di Marinella di Sarzana.

## Storia

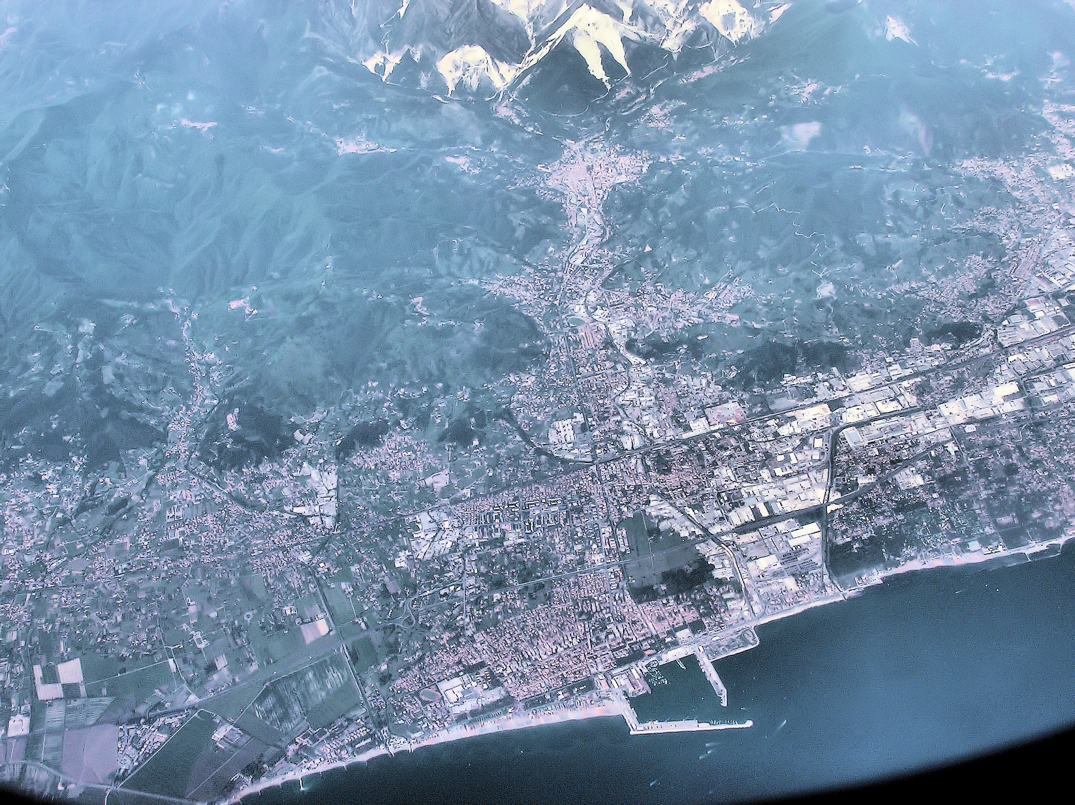
L'agglomerato urbano di Carrara e Marina di Carrara

Marina di Carrara, in passato conosciuta come Marina di Avenza, nacque per volontà del Duca di Modena Francesco III. I primi tentativi di costruire un sicuro scalo alla Marina di Avenza risalgono al XVIII secolo e furono compiuti dagli Estensi, che incaricarono delle rilevazioni e del progetto l'inglese ing. Aschenden, inviato direttamente dal Governo Britannico al quale Francesco III aveva chiesto finanziamenti.
Gli avversi eventi storici non permisero la realizzazione dell'opera, ma i Duchi di Modena non desisterono dal tentativo di vitalizzare il litorale carrarese nel quale essi avevano il solo sbocco al mare; nel 1833 il governo fece predisporre una sommaria lottizzazione della zona litoranea ed assegnò, gratuitamente, i terreni fabbricabili.
Malgrado queste «incentivazioni», però, lo sviluppo demografico ristagnava ed altrettanto avveniva per le strutture necessarie all'imbarco dei marmi: la piccola flotta estense continuava ad essere senza un porto e senza un attracco sufficientemente sicuro.
Fu un inglese, l'industriale Guglielmo Walton, attivo per moltissimi anni a Carrara, che nel 1851 fece progettare e costruire la prima grande struttura pre-portuale: un lungo pontile caricatore che permetteva, finalmente, l'attracco abbastanza agevole delle navi. L'intensificazione dei traffici favorì, naturalmente, anche lo sviluppo demografico: un segno delle nuove esigenze legate a questo aspetto della realtà fu la costruzione di una grande chiesa parrocchiale, iniziata nel 1857 ed ultimata molti anni dopo.

## Monumenti e luoghi d'interesse

### Il paese
Da ponente a levante, tra la zona portuale e il confine con la Liguria, il paese dispone di un'ampia spiaggia sabbiosa attrezzata con ombrelloni e cabine, che per la maggior parte dell'estensione è gestita da stabilimenti balneari privati.
Il tessuto urbano è intervallato da ampie pinete, tipiche delle città costiere della Versilia, ed il Comune di Carrara ha un progetto molto ambizioso per rendere parco la zona di Villa Ceci, un'antica residenza di fine ottocento, immersa in un'estesa area verde.
Dal punto di vista industriale da segnalare sono i Nuovi Cantieri Apuania, che da svariati anni si sono specializzati nella costruzione di cruise ferry, raggiungendo livelli di eccellenza.

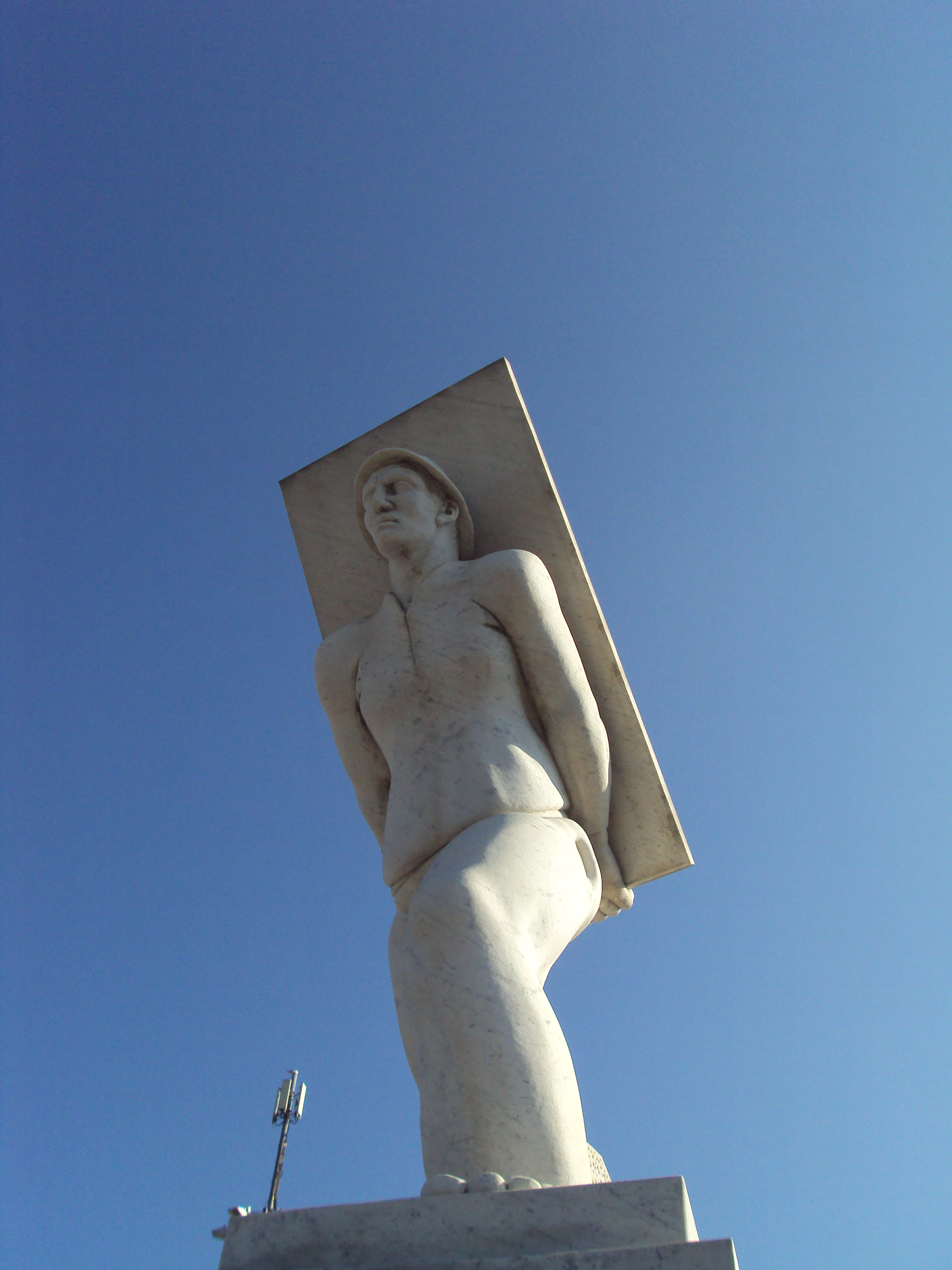
Monumento dedicato al buscaiol

Di notevole interesse dal punto di vista turistico è il Club Nautico, che nel tempo ha sfornato delle importanti personalità della vela: da Luca Santella ai fratelli Chieffi a Paolo Bottari. È un punto di approdo facilmente raggiungibile ed attrezzato. Rilevanti anche alcune costruzioni del XX secolo, come Villa Giampaoli, Condominio di via Venezia e il Condominio Squassoni a ridosso tra Via Nuova del Mercato, oggi Via Fiorillo, e Via Nazario Sauro, l'antica Via delle Capanne. Vi è poi, all'ingresso del porto, il monumento dedicato al buscaiol (lavorante alla giornata, normalmente addetto a lavori pesanti nel porto o nelle cave di marmo).
A Marina di Carrara si trova un imponente complesso fieristico in grado di ospitare mostre e rassegne di ogni genere, compresa la September Fest alla quale partecipa una delegazione di Ingolstadt, cittadina bavarese gemellata con Carrara.
Nel 1977 vi si svolse una puntata di Giochi senza frontiere.
Durante la seconda guerra mondiale, nel periodo dell'occupazione tedesca e della Repubblica Sociale Italiana, la famiglia Sgatti nascose e protesse dalla deportazione nella propria casa a Marina di Carrara un ragazzo tredicenne ebreo, figlio degli amici milanesi Vitta, facendolo passare per un profugo fuggito dalle zone di guerra del Sud Italia. Per questo impegno di solidarietà, il 14 dicembre 1981, l'Istituto Yad Vashem di Gerusalemme ha conferito l'alta onorificenza dei giusti tra le nazioni ai coniugi Alessandro e Irina Sgatti e alla loro figlia Luce Sgatti Vannucci.

### Edifici religiosi

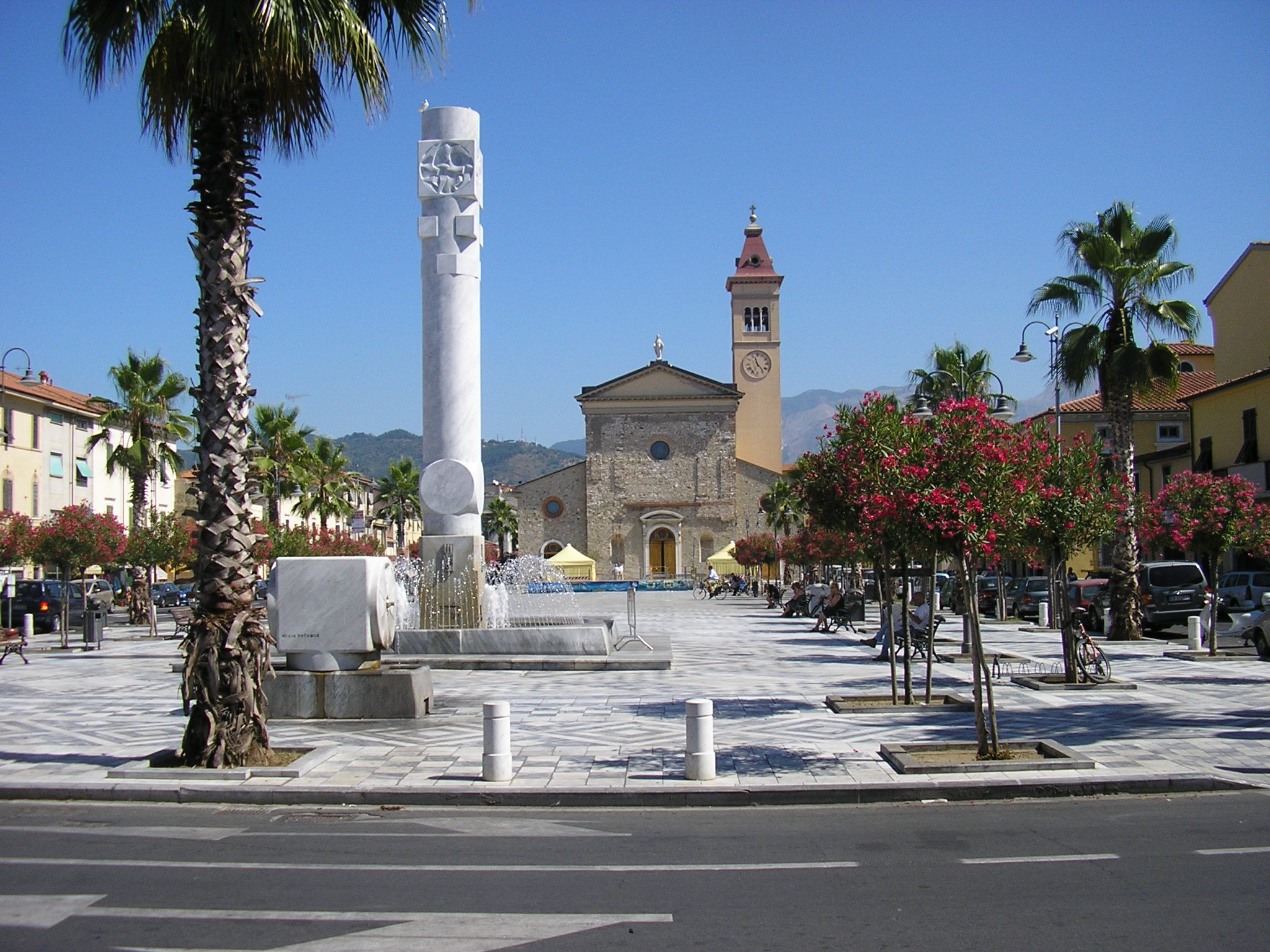
Piazza Menconi con la Chiesa della Sacra Famiglia

- Chiesa della Sacra Famiglia, creata parrocchia nel 1886.
- Chiesa della Santissima Annunziata, consacrata nella seconda metà degli anni novanta per fare fronte allo sviluppo urbano e demografico della parte settentrionale di Marina di Carrara.
- Oratorio di Cristo in Croce, chiesa originaria della parte settentrionale di Marina di Carrara, prima che venisse costruita la Chiesa della Santissima Annunziata. Tuttora pertinenza della parrocchia della Santissima Annunziata. È inserita durante la processione del venerdì Santo nel percorso della Via Crucis che si snoda lungo il tessuto urbano.
- Oratorio di San Giuseppe, costruito nel 1776 e nel 1840 donato alla nuova parrocchia della Sacra Famiglia per le necessità religiose di quello che allora era un piccolo borgo di pescatori. Oggi impiegato per vari usi parrocchiali[5].
- Oratorio di Sant'Erasmo, anteriore al XVII secolo, era dedicato al patrono dei marinai. Scomparso prima del 1822, il quadro del suo altare maggiore è oggi nella Chiesa di San Pietro ad Avenza[6].
- Oratorio di Santa Maria Vergine, di proprietà dei conti Del Medico, era esistente ancora nel XIX secolo[6].
- Oratorio di Santa Croce, pubblico oratorio di proprietà dei conti Monzoni, sorto nel XVIII secolo, è oggi privato e dedicato ai santi Prospero e Modesto[5].

## Società

### Evoluzione demografica
Marina di Carrara include un'area di 4,97 km² sui quali vive una popolazione di circa 15 000 unità: questo dato, in continuo aumento, riflette da sé l'espansione del nucleo a mare.
Se si considera che nel 1881, quando venne censita per la prima volta come entità demografica a sé stante, Marina di Carrara contava appena 1 590 abitanti, si può misurare con maggior efficacia la rapidità del suo sviluppo.
È soltanto dal dopoguerra, però, che si è assistito ad un vero boom demografico, favorito anche dalla migrazione della popolazione residente nei paesi a monte.

## Infrastrutture e trasporti

### Strade
Un reticolo stradale regolare serve l'abitato di Marina, che vede quale lungomare l'asse formato dai viali Cristoforo Colombo e Giovanni da Verrazzano.
Marina di Carrara è posta nelle immediate vicinanze del casello di Carrara, lungo l'autostrada A12.

### Mobilità urbana
La rete di trasporto pubblico della zona è gestita dalla società CTT Nord.
In passato, fra il 1915 ed il 1955, è esistita una linea tranviaria di collegamento con Avenza e Carrara, realizzata contestualmente al viale XX Settembre, sostituita poi da una linea filoviaria prolungata verso Marinella di Sarzana, che fu a sua volta soppressa nel 1985. La linea ferrotramviaria "Filobus" era mossa dall'elettricità  fornita da un motore di un sommergibile ancora presente ,ma non più operativo all'interno della struttura  ex CAT di Avenza.